# Partia Zielonych (Kenia)
Partia Zielonych (ang. Mazingira Green Party of Kenya, MGPK) – kenijska partia polityczna założona w 2003 r. przez Wangari Maathai, laureatkę pokojowej Nagrody Nobla. Należy do Federacji Partii Zielonych Afryki.
W wyborach w 2007 roku wystawiła kandydatów w ramach związanej z prezydentem Mwai Kibaki koalicji Partia Jedności Narodowej. 
W języku swahili Mazingira oznacza środowisko.